# Ciorbă de burtă
Ciorba de burtă este un tip de mâncare tradițională românească și face parte din categoria ciorbelor. Există multe variante de rețete răspândite în România. Specificul ei este acrirea cu lămâie precum adăugarea de mult usturoi, dar până în prezent s-a menținut în foarte multe rețete adăugarea de oțet în loc de lămâie. La prepararea acestei ciorbe se consumă mult timp. 

## Istoric

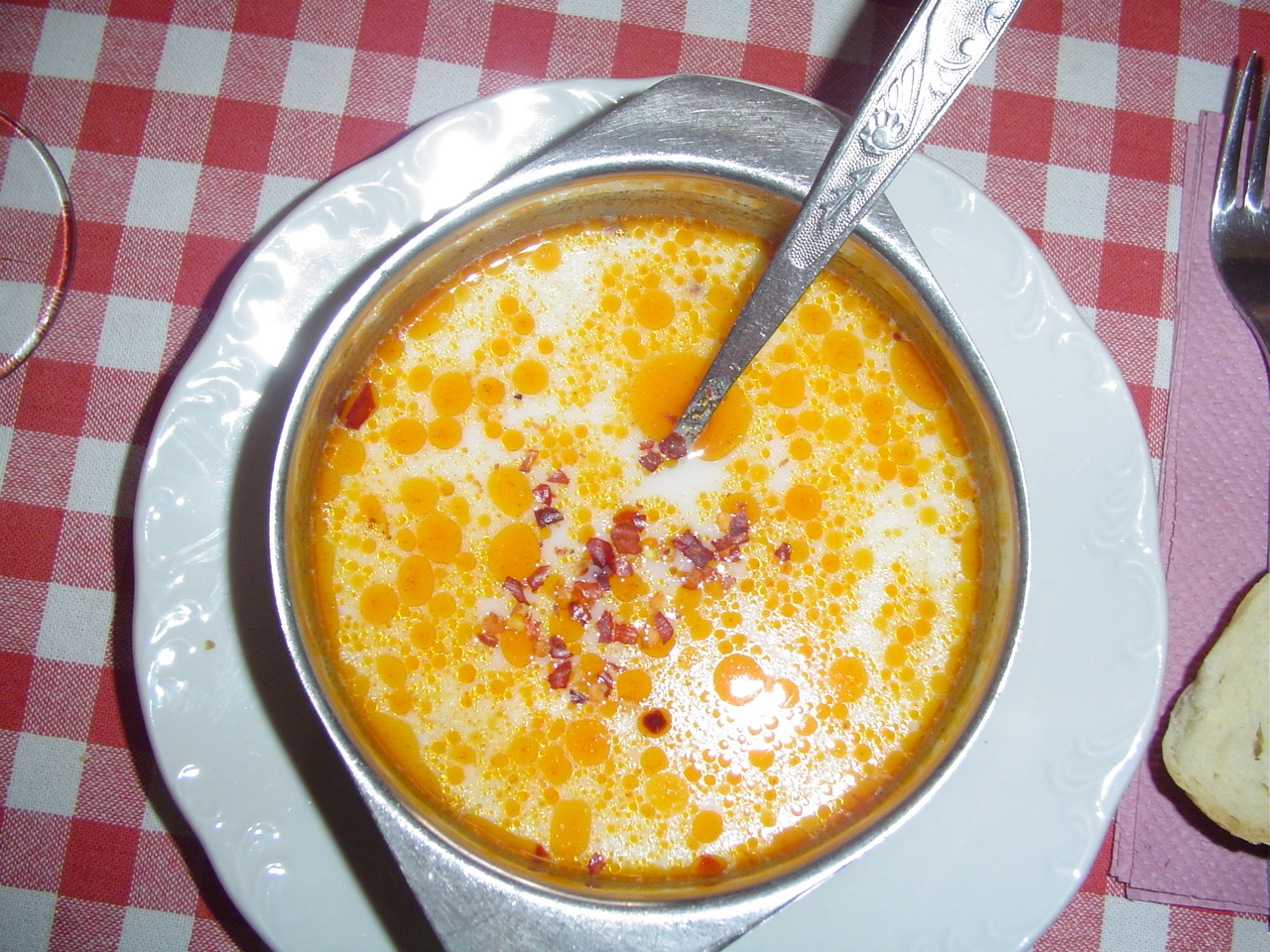
Ciorbă de burtă bulgărească

Ciorba în general a ajuns pe masa românilor dintr-un capriciu istoric, fiind fiartă, mai întâi, în ceaunele și cazanele trupelor de spahii ale Imperiului Otoman. Astfel șefii regimentelor de spahii erau cunoscuți sub titulatura de ciorbagii.  Lângă cortul lor se afla dintotdeauna cel al popotei, unde se făceau cele mai bune ciorbe de burtă sau de berbecuți. În turcește bine-cunoscuta fiertură poartă numele de çorba, cuvânt provenit din arabul šorba (šarâb). Aceste cuvinte trasează cu precizie harta cuceririlor otomane. Grecii de după de cucerirea Constantinopolului, care au fost intens turciți vreme de patru secole, o cunosc sub numele de τσορβάς (transliterat: țorbas). Ei fac și astăzi tchorba toptsita, adică o ciorbă de perișoare. Bulgarii, sârbii, croații sau albanezii o gătesc și ei sub diverse denumiri derivate din cuvântul turcesc. Bulgarii, de pildă, gătesc Shkembe tșorba care seamănă cumva cu ciorba de burtă.
În secolul al XVII-lea și al XVIII-lea, bucureștenii au pregătit o mâncare denumită  „pacea", făcută din picioare de oaie sau vițel, dreasă cu ou și oțet, similară ciorbei de burtă.
Ciorba de burtă s-a autohtonizat în România. S-a spus: „Pentru că a fost preluată sub stăpânire otomană, acră i-a fost și ei soarta”. La propriu, căci oțetul a fost un adaos românesc în ciorba asta (în lipsă de lămâie), la fel și zarzavaturile. Astăzi, în restaurante mai ridicate, nu se întrebuințează oțet, acesta cum se spune, ar fi defavorabil gustului.

## Ingrediente

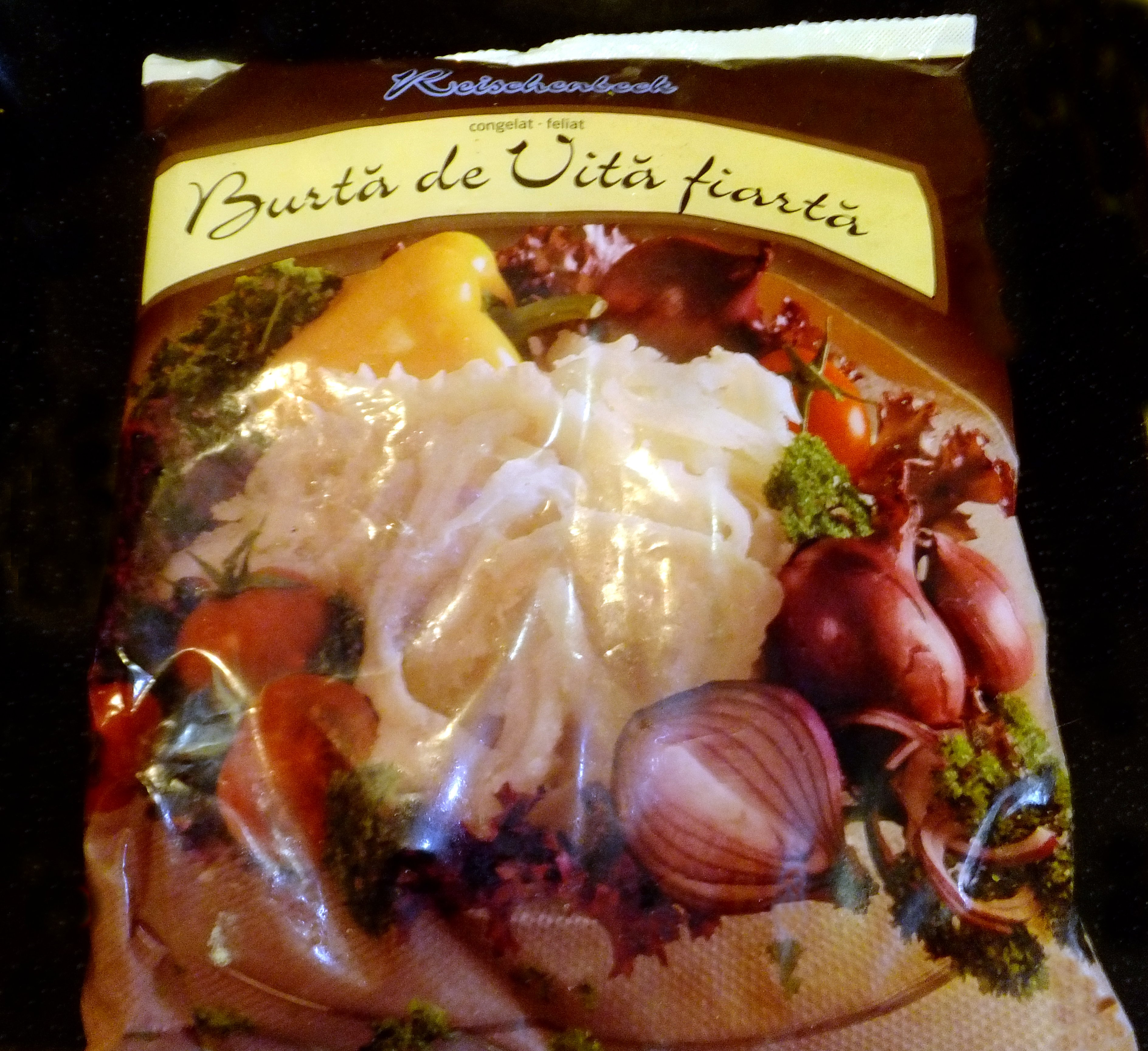
Burtă de vită congelată

Pentru ciorba de burtă românească se iau mult mai multe ingrediente ca pentru ciorbe asemănătoare din alte țări. Este nevoie de: apă sau supă de carne, carne (burtă de vită, picioare de vițel sau porc, oase de vită cu măduvă), legume (cepe, morcovi, țelină, rădăcină de pătrunjel, usturoi, ardei roșu), condimente și verdețuri (sare, boabe de piper, foi de dafin, mujdei, pătrunjel verde, leuștean, frunze de țelină, ardei iuți) precum gălbenușuri de ou, smântână, acriș bazat pe lămâie, sare de lămâie, oțet de vin sau borș). 

## Mod de preparare
Cel mai mare consum de timp este la curățarea și fierberea burții (este necesar să fie spălată de mai multe ori, fiind de fiecare dată rasă cu sare, pusă apoi, pentru 2-3 ore, într-un vas cu apă în care s-a dizolvat o lingură de bicarbonat de sodiu, după ce carnea trebuie să fie limpezită foarte bine, în sfârșit ea este pusă la fiert timp de până la trei ore) împreună cu celelalte ingrediente de carne, precum legumele, piperul și foile de dafin. Un morcov și ardeiul roșu tăiați julienne se prăjesc într-o tigaie extra. Odată fiartă, burta se strecoară de zeama (care se păstrează) și se taie în „tăieței” (8 la 0,5 cm). Se aduce la fierbere zeama cu burta, și se adaugă morcovul precum și ardeiul roșu prăjit, mujdeiul, verdeața, potrivind-o de acru. Luată de pe foc, se adaugă un amestec de smântână, gălbenușuri și un polonic de zeamă fierbinte la ciorbă. Se servește cu ardei iuți.
Sigur că se poate cumpăra burta deja fiartă, proaspătă sau congelată. Dar fără zeama originală, ciorbei îi va lipsi gustul tipic.
Jurnalistul și scriitorul Radu Anton Roman a scris: „Acest fel de mâncare pare că se face pentru birjari beți, dar are cel mai sofisticat și pretențios mod de pregătire în toată bucătăria românească. Este acru și dulce, cald și catifelat, gras, dar delicat, eclectic și simplu în același moment.”

## Derivate
- Ciorbă ardelenească, adesea fiartă în plus cu rasol de vită[8]
- Ciorbă rădăuțeană, cu același ingrediente, dar în loc de burtă, carne de pui[9]
- Ciorba de burta dietetica[10]